# Widownia

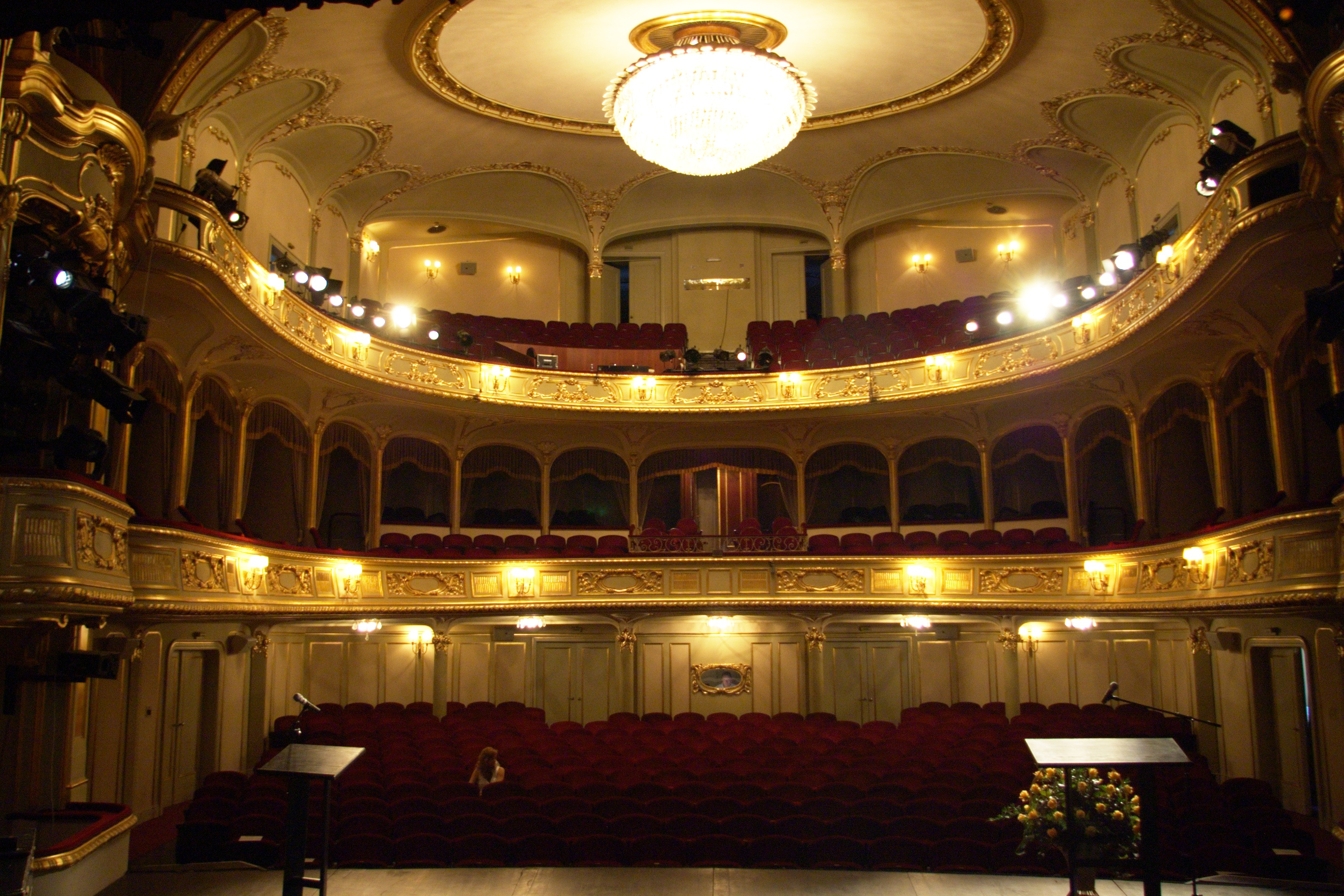
Widownia Teatru im. Wilama Horzycy w Toruniu

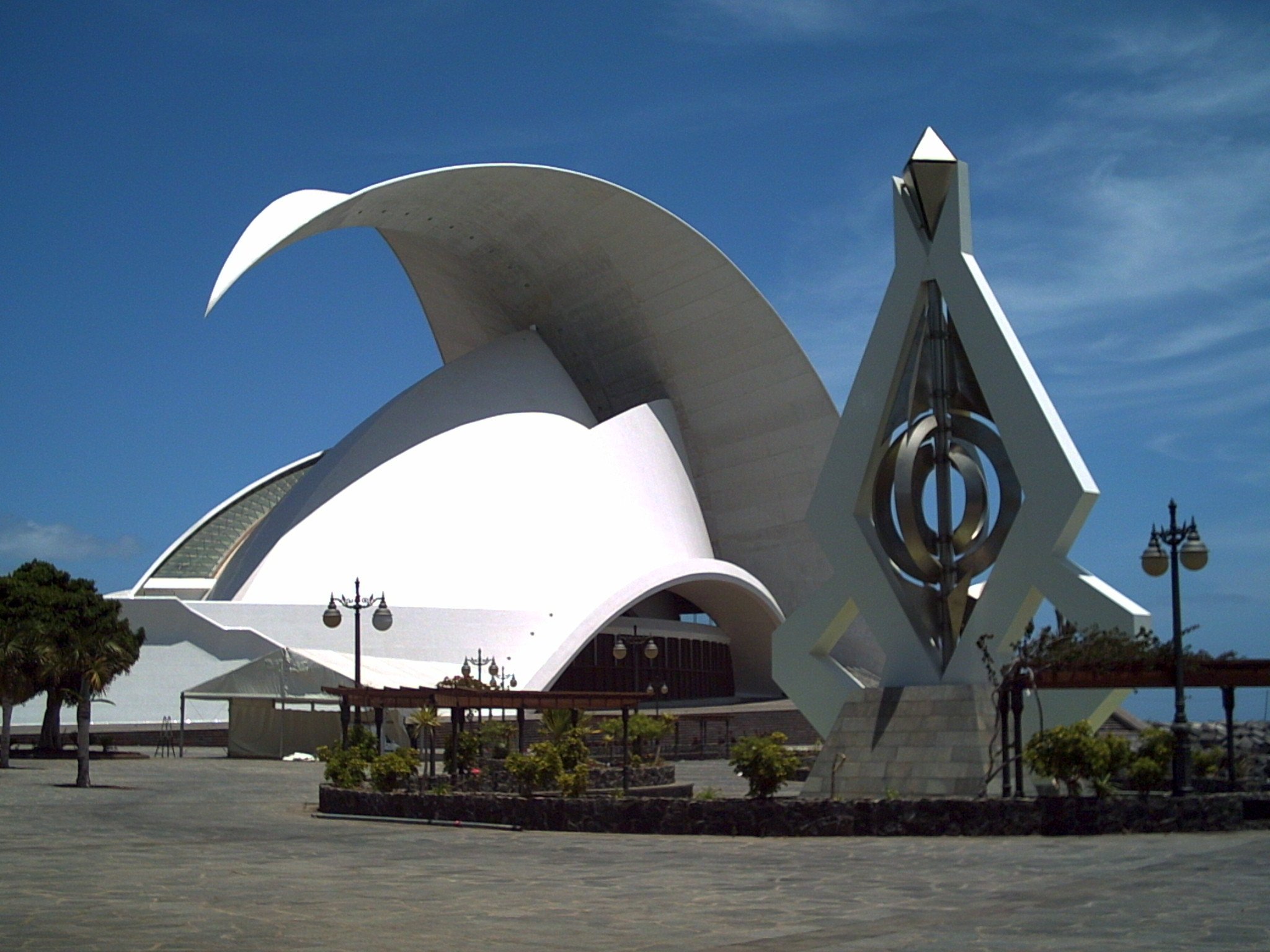
Auditorio de Tenerife, Hiszpania

Widownia – część teatru, kina, stadionu lub innego obiektu widowiskowego przeznaczona dla widzów. 
Podstawową rolą widowni jest zapewnienie widzom jak najlepszego odbioru widowiska lub pokazu, stąd też na przestrzeni wieków widownie przyjmowały rozmaite formy. Od amfiteatralnie wznoszących się, wykutych w skale ław w teatrze greckim, aż do barokowych, z płaskim lub lekko wznoszącym się ku tyłowi parterem obudowanym wielopiętrowymi lożami. Taki układ, oprócz zapewnienia dobrego widoku dużej liczbie widzów, miał też znaczenie dla odbioru dźwięku - tworząc swego rodzaju muszlę rezonansową.
We współczesnych budowlach daje się zauważyć odejście od tradycyjnego podziału na scenę i widownię. Widownia często składa się z ruchomych elementów, które na potrzeby konkretnego spektaklu zestawiane są w określoną konfigurację.